# Седмиозерная пустынь
Седмиозе́рная Богоро́дицкая пу́стынь (Богоро́дичная Седмиезе́рная пу́стынь, тат. Җидекүл бушлыгы, Cidekül buşlığı) — православный мужской монастырь Казанской епархии Русской Православной Церкви к северу от Казани, в пригородном посёлке Семиозёрка, Высокогорского района Республики Татарстан.
До 1918 года был общежительным монастырём 3-го класса.

## История
Основан в 1613 году иноком Евфимием, переселившимся из Великого Устюга и принёсшим сюда икону Божьей Матери, которая впоследствии получила название Седмиезерной (прославилась в 1654 году спасением от моровой язвы). В память событий 1654 года был установлен ежегодный крестный ход 25 июня (по ст. стилю) из Седмиозерной пустыни в Казань.

Седмиозерная икона Божией Матери

Благодаря почитанию иконы в обитель стали поступать щедрые пожертвования. На них удалось в 1668 году возвести каменный Смоленский собор, главный храм монастыря, в котором и помещалась икона (сейчас от него остались лишь руины цокольного этажа). Ещё раньше, в 1640 году, появился первый каменный храм — Вознесенский.
В XIX веке к ним добавились ещё три храма, а также многоярусная надвратная колокольня. Ещё одна церковь, шестая по счёту, во имя иконы Божьей Матери «Всех Скорбящих Радость», была возведена над святым источником в 1 км от пустыни.
Монастырь входил в число богатейших в Казанской епархии. В XVIII веке в его владениях числилось более 500 крестьянских душ. После реформы 1764 года, когда монастыри были лишены земель с крестьянами, Седмиозёрная пустынь была причислена к III классу. К началу XX века в монастыре работала церковно-приходская школа, две деревянных гостиницы и странноприимный дом.
С 1884 года пустынь находилась под управлением казанского архиепископа.
Братия монастыря, как в XVIII, так и в XIX веке насчитывала несколько десятков человек; в некоторые годы число монашествующих с послушниками доходило до 100. Ежегодно в монастыре совершалось три крестных хода:
- 25 июня (8 июля по новому стилю) — в Казань с Седмиозерной иконой Божьей Матери;
- 27 июня (10 июля) — возвращение с иконой из Казани;
- 16 (29) июля — на источник к Скорбищенской церкви монастыря.

С 1883 до мая 1908 года в монастыре жил старец Гавриил (Зырянов) (прославлен как местночтимый святой в 1996 году).
Последний, до закрытия, настоятель монастыря (1922—1928) архимандрит Александр (Уродов) († 14 августа 1961 по ст. ст.) также прославлен в лике святых как преподобный Александр Седмиезерный (Санаксарский).
В 1928 году монастырь был закрыт и разорён, почти весь его ансамбль, включая главный собор и колокольню, разрушен. Отдельные уцелевшие постройки использовались для хозяйственных нужд местного совхоза.
В 1996 году территория монастыря возвращена Русской православной церкви. Братия пустыни сейчас немногочисленна.
Из храмов монастыря уцелела и восстановлена лишь одна небольшая церковь святых Евфимия Великого и Тихона Задонского (1899). В ней находятся мощи Гавриила Седмиозёрного, а также почитаемый список Седмиозёрной иконы Божьей Матери (сама икона ныне — в Петропавловском соборе Казани).